# Uwe Pohl

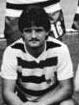
Uwe Pohl mit FC Carl Zeiss Jena im Jahr 1982

Uwe Pohl (* 7. November 1960) ist ein ehemaliger deutscher Fußballspieler, der mit dem FC Carl Zeiss Jena und der BSG Sachsenring Zwickau in den 1980er Jahren in der DDR-Oberliga, der höchsten Spielklasse im DDR-Fußball vertreten war.  

## Sportliche Laufbahn
Im Jahre 1974 wurde Uwe Pohl in die Jugendmannschaft des FC Carl Zeiss Jena aufgenommen, dem Fußball-Ausbildungszentrum des DDR-Bezirks Gera. Seine ersten Spiele im Männerbereich bestritt er von der Saison 1978/79 an in der Nachwuchsoberliga. Dort spielte er für den FC Carl Zeiss vier Spielzeiten lang, in denen er als Stammspieler hauptsächlich im Mittelfeld eingesetzt wurde. In der Rückrunde der Saison 1981/82 wurde Pohl in den Kader der Oberligamannschaft aufgenommen, mit der er bis zum Saisonende vier Punktspiele bestritt. Dreimal stand er als linker Verteidiger in der Startelf, die Begegnung des 16. Spieltages FCC – BSG Wismut Aue (4:0) bestritt er über die volle Spieldauer. Seine erfolgreichste Jenaer Oberligasaison hatte Pohl 1982/83, als er in den 26 Oberligaspielen 16-mal aufgeboten wurde. Am 19. Spieltag erzielte er bei der Partie FCC – FC Hansa Rostock den 4:1-Endstand, sein einziges Oberligator für Jena. Außerdem wurde er im September 1982 im UEFA-Pokal-Spiel Girondins Bordeaux – FCC (5:0), bei dem die Jenaer bereits in der 1. Runde ausschieden, als linker Verteidiger eingesetzt. In den folgenden zwei Spielzeiten fiel Pohl aus dem Spielerstamm heraus und kam nur noch zu jeweils fünf Oberligaspielen. In der Saison 1984/85 wurde er mit neun Einsätzen öfter in der zweitklassigen DDR-Liga-Mannschaft FCC II aufgeboten als in der Oberliga. Nach Abschluss dieser Saison wurde Uwe Pohl nach 30 Oberligaspielen (1 Tor) beim FC Carl Zeiss Jena entlassen.  
Zur Saison 1985/86 wechselte Uwe Pohl zum Oberligisten Sachsenring Zwickau. In Zwickau fand er sofort wieder seinen Platz als Stammspieler in der Abwehr. Als er am 14. Spieltag in der Begegnung FC Vorwärts Frankfurt – BSG Sachsenring (3:1) den abwesenden Stürmer Martin Trocha als Mittelstürmer ersetzen musste, erzielte Pohl den einzigen Zwickauer Treffer, zugleich sein einziges Oberligator in dieser Saison. Am Saisonende stand die BSG Sachsenring als Absteiger fest, und in den folgenden beiden Spielzeiten trat Pohl mit den Zwickauern in der DDR-Liga an. In der DDR-Liga-Saison 1986/87 bestritt Pohl die ersten 13 Punktspiele, danach wurde er für 18 Monate zum Wehrdienst in der Nationalen Volksarmee eingezogen. Nach seiner Entlassung konnte er zum Saisonende 1987/88 noch vier Ligaspiele bestreiten und mit seiner Mannschaft den Wiederaufstieg in die Oberliga feiern. In seiner zweiten Oberligasaison in Zwickau nahm er 1988/89 wieder seinen Stammplatz in der Abwehr ein und kam in 25 der 26 Oberligaspiele zum Einsatz. Dabei erzielte er auch sein zweites Zwickauer Oberligator. Den erneuten Abstieg in die DDR-Liga konnte er jedoch nicht verhindern. Bis 1991 spielte Pohl mit dem FSV Zwickau zweitklassig. In der Saison 1989/90 kam er in 31 der 34 Ligaspiele zum Einsatz, erzielte vier Tore und spielte erstmals durchgängig als Libero. Vom 4. bis 7. Spieltag wirkte Pohl auch als Spielertrainer, nachdem Udo Schmuck als Trainer entlassen worden war. 
Seine letzte Zweitligasaison bestritt Pohl 1990/91 in der neu gegründeten NOFV-Liga. Es waren 30 Punktspiele zu absolvieren, bei denen Pohl, weiter als Libero spielend, nur eine Partie versäumte. Der FSV Zwickau beendete die Saison als Staffelerster und nahm an der Qualifikationsrunde zur 2. Bundesliga teil. Unter den vier Teilnehmern wurden die Zwickauer nur Dritte und verpassten damit den Aufstieg. Von den sechs Qualifikationsspielen bestritt Pohl nur eine Begegnung, bei der er erst in der 37. Minute eingewechselt wurde. Bis 1994 spielte Uwe Pohl noch in der dritt- bzw. viertklassigen Oberliga Nordost, zuletzt beim Chemnitzer FC. 